# Guillermo Meza (artista)
Guillermo Meza (Ciudad de México, 11 de septiembre de 1917 – ibidem 2 de octubre de 1997) fue un artista surrealista mexicano.

## Biografía
Meza era hijo de Militón Meza García, un indígena Tlaxcalteca, y de Soledad Álvarez Molina. Creció en la Colonia Peralvillo en la Ciudad de México. Tanto su padre, un sastre, como su madre estaban interesados en la cultura, comprando libros y revistas sobre temas como la pintura, la música, la historia y la literatura. Meza se interesó en el dibujo, la pintura y la música desde temprana edad, comenzando a dibujar desde los ocho años. De los doce a los diecinueve estudió música tocando varios instrumentos en la Escuela Popular de Música José Austri.
Debido a problemas financieros, sólo pudo completar sus estudios de secundaria para después trabajar con su padre. Sin embargo, trabajó ilustrando revistas en su tiempo libre y copiaba figuras clásicas como la Venus de Milo y la Victoria de Samotracia, lo que le ayudó a desarrollar su maestría en el conocimiento del cuerpo humano y las emociones que puede expresar.
En 1933, entró a la Escuela Noctora de Arte para Trabajadores Num 1, estudiando grabado con Francisco Díaz de León y dibujo con Santos Balmori. Balmori lo invitó a trabajar como asistente en los murales que pintó en Morelia, Michoacán. Con el dinero ganado, Meza atendió a la Escuela España-México, una residencia que educaba a quinientos niños españoles refugiados de la Guerra Civil Española. Ahí conoció a Josefa Sánchez, conocida como Pepita, quien fuera su esposa en 1947. Con ella tuvo cuatro hijos: Carolina, Federico, Magdalena y Alejandro.  Pepita murió en 1968, en la casa de la pareja ubicada en Contreras, en la Ciudad de México, lo que hizo que Meza se retirara completamente del arte por un tiempo.
Meza a los 80 años, debido a una hemorragia interna y de una insuficiencia cardíaca producida por la diabetes, fue enterrado en el Panteón Jardín de la Ciudad de México

## Carrera
Al regresar de Morelia a la Ciudad de México, Meza pasa por una crisis económica que lo obligó a trabajar como sastre, mecánico y retocador de fotografías para sobrevivir. Visitó a Diego Rivera para pedirle un puesto como aprendiz. En vez de esto, Rivera solicitó ver el trabajo de Meza, incluso visitándolo en su casa para ver toda su colección. Impresionado, le dijo que no necesitaba ser su aprendiz y en lugar de esto le escribió una carta de recomendación a Inés Amor, dueña de la prestigiosa Galería de Arte Mexicano.
De los 40s a los 60s, esta galería vendió su trabajo y lo promovió en varias exposiciones tanto en México como en el extranjero. Amor también reconoció el talento de Meza y le prestó mucha atención al joven artista. Incluso, se negó a cobrar el 30% que le correspondía a la comisión de sus ventas hasta que Meza fuera económicamente estable; también contratando a su esposa como secretaria. La galería también le ayudó a desarrollarse profesionalmente, permitiéndole ver los trabajos de Rufino Tamayo, Federico Cantú, y conocer a personas como Igor Stravinky, León Felipe, Carlos Chávez, Silvestre Revueltas, Xavier Villaurrutia, José Clemente Orozco, David Alfaro Siqueiros, Salvador Dalí, Max Ernst, André Breton y Henry Moore entre otros más.
En sus exposiciones individuales se incluyen las de la Galería, así como en otros museos, incluido el Museo de Arte Moderno. De sus exposiciones colectivas, destaca su participación en la exhibición de Arte Mexicano en Nueva York en 1940. Ese mismo año presentó "El Cargador" en la Exposición Internacional de Surrealismo.
Sus trabajos se encuentran principalmente en colecciones en México y Estados Unidos. Éstas incluyen la colección del Instituto Nacional de Bellas Artes, del Banco Nacional de México, del Club de Industriales, de las oficinas del Excélsior, del Museo Metropolitano de Monterrey, del Museo de Arte Moderno de Nueva York, del Museo de Arte de la Universidad de Míchigan, del Museo de Arte Moderno de San Francisco, del Instituto de Arte de Chicago, de la Galería de Arte de la Universidad de Stanford, del Museo de Arte de Filadelfia, de la Fundación Thomas Gilcrease en Oklahoma y del Museo de Arte de Ponce en la Universidad de Puerto Rico.
A pesar de ser conocido por sus pinturas al óleo, también trabajó en otros proyectos a lo largo de su vida. En 1951 trabajó en cinco murales para el Instituto Mexicano del Seguro Social. En 1951 y en 1958, pintó un mural de acrílico sobre madera llamado "Los Cuatro Elementos" para el Club de Industriales. También trabajó en la escenografía y vestuario para cine y varias obras de teatro -comenzando con la obra "The Adding Machine" de Elmer Rice- y para la Academia Mexicana de Danza en 1947. En 1948 trabajó con el grupo de teatro La Linterna Mágica dirigido por Ignacio Retes, después del cual tuvo más trabajo con la Academia de Danza. En 1971 trabajó en la película Mictlán dirigida por Raúl Kamffer and the 1972 performances of the K.P.H. Ballet of Rossana Filomarino in Mexico and Italy. In 1977, he also did this work for the Ballet Trío of Alejandro Meza and the Royal Ballet Dens Norske Opera from Oslo.
En 1940 obtuvo el Shering-Kahlbaum House Award en Berlín por los dibujos creados para una película, siendo este su primer reconocimiento. En 1949, ganó segundo lugar en un concurso organizado por el periódico Excélsior llamado La Ciudad de México interpretada por sus pintores. En 1953 y 1954 ganó el premio Salón de Invierno en el Salón de la Plástica Mexicana, con el cual obtuvo la membresía. En 1961 recibió una mención honorífica en la Bienal de Tokio.

## Arte
Meza comenzó dibujando, explorando completamente el medio, antes de pintar con gouache. No se dedicó por completo al óleo hasta 1939. Aunque se ha dicho que fue autodidacta, se sabe que estudió durante un periodo significativo bajo la tutela de Santos Balmori.
Durante toda su vida, tuvo influencias que fueron desde el Expresionismo, el Dadaísmo y hasta el Surrealismo.  Sus primeros trabajos tuvieron un estilo expresionista, con cargas simbólicas la denuncia hacia la sociedad. Posteriormente experimentó con técnicas dadaístas que dieron pie a una especie de anarquismo en el que buscaba la "libertad pura". Sin embargo, estas lo llevaron al Surrealismo como un medio de expresión menos extremo a la par que se volvió admirador de André Breton y de Sigmund Freud, llamándose a sí mismo "surrealista apolítico" con elementos realistas que hicieron de su trabajo ni tan literal, ni opresivamente simbólico.
Los temas en su trabajo oscilan entre la fantasía, la religión y el mito, especialmente el pensamiento indígena en México visible en sus últimos trabajos. Los fondos son casi pura fantasía, de mundos extraños, y figuras que son generalmente más meditativas que racionales. Sus figuras humanas tienen cierta deformación o cambios en sus extremidades, como extendiéndose en follaje, o con lenguas de fuego y otras veces en concavidades enigmáticas que producen horror. Esto ha causado que sus imágenes se comparen con aquellas del poeta William Blake y las pinturas de Francisco Goitia. Aun así, su trabajo nunca alcanzó la deformación extrema del trabajo de  Salvador Dalí.  Su fantasía se inclinó hacía denunciar los males de la sociedad, con temas reflexivos que pudieran ser hirientes y dolorosos.
Su trabajo más tardío estuvo influenciado en la tradición indígena de México, especialmente aquella de su padre Tlaxcalteca, llevándolo a una especie de surrealismo basado en el misticismo y la cosmogonía locales más que europeas. Este cambio vino no solo de su herencia (sus dos padres eran “curanderos”) pero también de identificarse con la lucha de los indígenas marginados.

## Caso de Abuso
El 20 de octubre de 2021 la activista Aïssata Si por medio de su página de Facebook "Medicina por el derecho a decidir" con usuario @medprochoice, hizo pública la situación de abuso sexual que sufrió su hermana por parte del pintor. En su live de Facebook con una duraión de 13:27 minutos llega a contar como el hombre de tercera edad cometió actos que iban en contra de la voluntad de su hermana cuando estaban a solas. Algunos de los actos que menciona fueron como: chuparle los dedos de las manos y de los pies, besos en la boca en contra de su voluntad, entre otras cosas. Cabe recalcar que todo ocurrió cuando la víctima del abuso rondaba tan solo los 13 años de edad. En dicho live, en el minuto 4:42 la hermana de la usuaria comentó en la caja de comentarios del live, los tipos de abusos que sufría por parte de Guillermo Meza. De esto menciona lo siguiente:
```
"Fue casi un año, muchos detalles nauseabundos, me tocaba, chupaba mis manos y pies, me daba "masajes" con chupetes en el cuello, me repegaba el cuerpo con su miembro erecto, mientras yo estaba "haciendo un grabado" que él dirigía... Me habló de lo buen amante que era, de que en muchas culturas los viejos iniciaban a las niñas, me acusaba de estar "cerrada al arte" de no dejarme ver los senos a diferencia de mi mamá...y etc y etc..... Terminó el día que me besó la boca, asqueroso, y que me percaté al fin, de que estaba abusando, que no era arte, que era un cerdo. Yo no lo había detectado. Yo tenía 13 años. El casi 70. Mi mamá no me creyó. Años después siguió visitándolo y llevando a mi hermana. Hay fotos. Yo no volví a verlo."
[
6
]
```

Así mismo cuenta que su propia madre fue cómplice de dichos actos, ya que cuando ella le mencionó de toda esta situación, tomó a la ligera dichas acusaciones y siguió ocultando los actos del pintor. Al día de hoy, se le ha dado poca visibilidad al caso, sin embargo sigue compartiendo la historia por medio de redes sociales como Facebook, Twitter y Tiktok. A pesar de que el pintor haya fallecido a finales del siglo XX la activista menciona que es importante no dejar este tipo de actos en la impunidad y seguir dándo la visibilidad a las víctimas.